# Xenochaeta aurantiaca
Xenochaeta aurantiaca är en tvåvingeart som först beskrevs av Doane 1899.  Xenochaeta aurantiaca ingår i släktet Xenochaeta och familjen borrflugor. Inga underarter finns listade i Catalogue of Life.